# Vdir

vdir — улита Unix, используется для отображения содержимого каталога. Аналогична команде ls -l -b (выводу файлов в длинном формате).

## Описание
```
   
vdir
 
[
опции
]
 
[
файлы
]

```

По умолчанию данная команда выводит тип файла, права доступа к файлу, количество ссылок на файл, имя владельца, имя группы, размер файла (в байтах), временной штамп и имя файла. В отличие от команды ls, данная команда выводит содержимое в не цветном режиме.
Данная команда может принимать следующий список опций:
| Опция                                        | Описание |
| -------------------------------------------- | --- |
| -a, --all                                    | Выдавать все файлы в каталогах, включая скрытые файлы, начинающиеся с точки. |
| -A, --almost-all                             | Выдавать все файлы в каталогах, кроме начинающихся с'.' и '..'. |
| --author                                     | Вывод авторов каждого файла |
| -b, --escape                                 | Заменять неграфические символы в именах файлов, используя алфавитно-цифровые последовательности, а также последовательности вида -Q, за исключением того, что имена файлов не заключаются в двойные кавычки. |
| --block-size=SIZE                            | Выдаёт размеры в блоках по size байт. |
| -B, --ignore-backups                         | Не показывать файлы, которые заканчиваются на `~', если они не заданы в командной строке. |
| -c, --time=ctime, --time=status              | Сортировать содержимое каталога в соответствии с временем изменения состояния файла (поле `ctime' в inode). Если с помощью опции -l задан длинный формат, то выдавать время изменения состояния файла вместо времени его модификации. |
| -C, --format=vertical                        | Выдавать файлы в многоколоночном режиме, с сортировкой по вертикали. Опция устанавливается по умолчанию, если стандартный вывод является терминалом. Данная опция всегда устанавливается по умолчанию для программ dir и d. |
| --color[=WHEN]                               | Задаёт цвет для различения типов файлов. Цвета задаются с использованием переменной окружения LS_COLORS. Параметр when может быть опущен или принимать одно из следующих значений: - none — вообще не использовать цвет. Установлено по умолчанию. - auto — использовать цвет, только если стандартный вывод является терминалом. - always — всегда использовать цвет. Задание --color без параметра when эквивалентно --color=always. |
| -d, --directory                              | Выдавать имена каталогов, как будто они обычные файлы, вместо того, чтобы показывать их содержимое. |
| -D--dired                                    | При длинном формате (-l), после основного вывода, выдавать дополнительную строку вида: //DIRED// BEG1 END1 BEG2 END2 … |
| -f                                           | Не сортировать содержимое каталога; выдавать файлы в том порядке, в котором они записаны на диск. Эта опция также разрешает -a и -U и запрещает -l, --color, -s, и -t, если они были заданы перед -f. |
| -F, --classify, --indicator-style=classify   | Добавлять к каждому имени файла символ, показывающий его тип. Для обычных исполняемых файлов это '*'. Для каталога добавляется '/', для символических ссылок '@', для гнёзд '=', для обычных файлов ничего не добавляется. |
| -p, --file-type, --indicator-style=file-type | Добавлять символ, показывающий тип файла, к каждому имени файла. Данная опция похожа на -F, за исключением того, что исполняемые файлы не помечаются. (Фактически в fileutils-4.0 опция --file- type эквивалентна --classify.) |
| -g                                           | Игнорируется; нужна для совместимости с Unix. |
| -G, --no-group                               | Не отображать информацию о группе в длинном формате вывода. |
| -h, --human-readable                         | Добавлять к каждому размеру файла букву размера, например, M для двоичных мегабайт. |
| -H, --si, --dereference-command-line         | Делает то же, что и опция -h, но использует официальные единицы измерения СИ. |
| -i--inode                                    | Выдавать номер inode (также называемый серийным номером файла и номером индекса) каждого файла, слева от его имени. (Этот номер однозначно идентифицирует каждый файл в каждой файловой системе) |
| -I, --ignore=PATTERN                         | Не показывать файлы, имена которых совпадают с заданным шаблоном (шаблон — не регулярное выражение), если только они не заданы в командной строке. Как и в shell, начальная '.' в имени файла не совпадает с символом '*', заданным в начале шаблона. |
| -k, --kilobytes                              | Если выдаются размеры файлов, то выдавать их в килобайтах. |
| -l, --format=long, --format=verbose -l       | В дополнении к имени каждого файла, выводятся тип файла, права доступа к файлу, количество ссылок на файл, имя владельца, имя группы, размер файла в байтах и временной штамп (время последней модификации файла, если не задано другое). Для файлов с временем больше чем 6 месяцев назад или больше, чем 1 час в будущее, временной штамп содержит год вместо времени дня |
| -L, --dereference                            | Выдавать информацию о файлах, на которые указывают символические ссылки, вместо информации о самих символических ссылках. |
| -m, --format=commas                          | Выдавать список файлов в строчку с максимально возможным количеством имён файлов на строку, разделяя имена запятой и пробелом. |
| -n, --numeric-uid-gid                        | Выдавать числовые UID и GID вместо имён владельца и группы. |
| -N, --literal                                | Не заключать в кавычки имена файлов. |
| -o                                           | Применять длинный формат, но не показывать информацию о группе. |
| -q, --hide-control-chars                     | Выдавать знаки вопроса вместо неграфических символов в имени файла. Эта опция включена по умолчанию. |
| --show-control-chars                         | Выдавать неграфические символы в именах файлов как есть. |
| -Q, --quote-name, --quoting-style=c          | Заключать имена файлов в двойные кавычки и показывать неграфические символы, как в языке С. |
| --quoting-style=WORD                         | используйте стиль word для выбора режима квотинга имён файлов. Стиль word может принимать следующие значения: - literal — вывод имён файлов как есть. Это поведение ls по умолчанию. - shell — заключает имена файлов в одиночные кавычки для shell, если они содержат метасимволы или могут привести к неоднозначной выдаче. - shell-always — заключает имена файлов в одиночные кавычки для shell, даже если этого не требуется. - c — заключает имена файлов в двойные кавычки, как в языке C; это равносильно опции -Q. - escape — как и для c, за исключением того, что имя не заключается в двойные кавычки; эквивалентно опции -b. |
| -r, --reverse                                | Сортировать содержимое каталога в обратном порядке. |
| -R, --recursive                              | Рекурсивно выдавать список содержимого всех каталогов. |
| -s, --size                                   | Выдавать размер каждого файла в блоках по 1024 байта слева от имени файла. Если установлена переменная окружения POSIXLY_COR- RECT, то применяется размер блока 512, если не задана опция -k. |
| -S, --sort=size                              | Производить сортировку по размеру файла, вместо сортировки по алфавиту. Таким образом, наибольшие файлы будут показаны сначала. |
| -t, --sort=time                              | Сортировать по времени последней модификации (поле `mtime' в inode) вместо того, чтобы производить сортировку по алфавиту. Самые свежие файлы будут отображаться первыми. |
| -T, --tabsize=COLS                           | Назначить ширину табуляции в cols колонок. По умолчанию 8, может быть также задано с помощью переменной окружения TABSIZE, если при этом не установлена переменная окружения POSIXLY_CORRECT. ls использует табуляцию для выравнивания вывода, когда это возможно. Если cols равно нулю, то табуляция не используется. |
| -u, --time=atime, --time=access, --time=use  | Сортировать по времени последнего доступа к файлу, вместо времени последней модификации (поле `atime' в inode). Если задан длинный формат вывода, выдавать время последнего доступа вместо времени последней модификации. |
| -U, --sort=none                              | Не производить сортировку; список файлов будет выдаваться в том порядке, в каком файлы записаны на диск (отличие между опциями -U и -f состоит в том, что данная опция не запрещает и не разрешает другие опции). |
| -v                                           | Производить сортировку в соответствии с номером версии файлов. |
| -w, --width=COLS                             | Назначает вывод на экран в cols колонок. По умолчанию, если это возможно, данное значение узнается от драйвера терминала; в противном случае используется значение переменной окружения COLUMNS, если она установлена; в противном случае, по умолчанию, устанавливается 80. |
| -x, --format=across, --format=horizontal     | Выдавать список файлов в многоколоночном режиме, с сортировкой по горизонтали. |
| -X, --sort=extension                         | Производить сортировку в алфавитном порядке по расширениям файлов (символы после последней `.'); файлы без расширений будут показаны первыми. |
| -l, --format=long, --format=verbose -l       | В дополнении к имени каждого файла, выводятся тип файла, права доступа к файлу, количество ссылок на файл, имя владельца, имя группы, размер файла в байтах и временной штамп (время последней модификации файла, если не задано другое). Для файлов с временем больше чем 6 месяцев назад или больше, чем 1 час в будущее, временной штамп содержит год вместо времени дня |
| --help                                       | Выдать подсказку на стандартный вывод и успешно завершиться. |
| --version                                    | Выдать информацию о версии на стандартный вывод и успешно завершиться. |